# Strömfors reglerområde
Strömfors reglerområde är en sjö i Malå kommun i Lappland och ingår i Skellefteälvens huvudavrinningsområde. Sjön har en area på 1,52 kvadratkilometer och ligger 304,7 meter över havet. Sjön avvattnas av vattendraget Malån.

## Delavrinningsområde
Strömfors reglerområde ingår i det delavrinningsområde (723020-164330) som SMHI kallar för Utloppet av Strömfors Regl.Område. Medelhöjden är 337 meter över havet och ytan är 22,46 kvadratkilometer. Räknas de 37 avrinningsområdena uppströms in blir den ackumulerade arean 676,66 kvadratkilometer. Malån som avvattnar avrinningsområdet har biflödesordning 2, vilket innebär att vattnet flödar genom totalt 2 vattendrag innan det når havet efter 134 kilometer. Avrinningsområdet består mestadels av skog (79 procent). Avrinningsområdet har 1,5 kvadratkilometer vattenytor vilket ger det en sjöprocent på 6,7 procent.